# Estación de Calpulalpan
Calpulalpan fue una estación ferroviaria ubicada en la ciudad de Calpulalpan en el estado mexicano de Tlaxcala. Por ella corría el antiguo Ferrocarril Mexicano para la ruta San Lorenzo-Puebla-Oriental. Se encuentra protegido por Instituto Nacional de Antropología e Historia (INAH) como patrimonio cultural ferrocarrilero.

## Historia
La estación se edificó sobre la línea de México a Veracruz por concesión el 16 de abril de 1878, y construida a su vez por el antiguo Ferrocarril Interoceánico de México. La empresa organizada para explotar el citado ferrocarril quedó a cargo de la Compañía de los Ferrocarriles Unidos de Morelos, Irolo y Acapulco, e igualmente de la Compañía del Ferrocarril Interoceánico.
La estación estuvo administrada por la Compañía de los Ferrocarriles Unidos de Morelos, Irolo y Acapulco, e igualmente de la Compañía del Ferrocarril Interoceánico de México.